# عثمان‌زی، چارسده
عُثمان‌زَی یک شهر در پاکستان است که در خیبر پختونخوا واقع شده‌است. عثمان‌زی ۲۴٬۸۴۸ نفر جمعیت دارد و ۳۹۰ متر بالاتر از سطح دریا واقع شده‌است.